# 埃佩尔奈区
埃佩尔奈区（法語：Arrondissement de Épernay）是法国马恩省所辖的一个区。总面积2156平方公里，总人口117,765，人口密度43人/平方公里（2019年）。主要城镇为埃佩尔奈。

## 辖区
埃佩尔奈区辖有210个市镇。